# Heiner Georgsdorf
Heiner Georgsdorf (* 1939 in Leitring (Steiermark)) ist ein deutscher Kunsthistoriker, Kunstdidaktiker und Kurator.

## Ausbildung und Lehre
Heiner Georgsdorf wuchs in Kassel auf. Er studierte von 1959 bis 1963 bei Arnold Bode Kunstdidaktik an der Werkkunstschule Kassel. Bei der documenta II gehörte er zum Aufsichtspersonal. Die documenta III 1964 erlebte er als Assistent von Herbert von Buttlar. An der Kunsthochschule Kassel lehrte er von 1973 bis 2005 Kunstdidaktik.

## Kasseler Kunstverein
Von 1983 bis 1996 war er kuratierender Vorsitzender des Kasseler Kunstvereins. Er kuratierte u. a. Ausstellungen mit örtlich verwurzelten Künstlern wie Kurt Bunge, Bernhard Delsing, Felix Koller, Walter Nikusch, Ludwig Uloth, Horst Brunsiek, Elvira Bach,  die Gruppenausstellung La petite parade mit internationalen Künstlern wie Josef Albers, Horst Antes, Julius Bissier, Christo, Jim Dine, Lucio Fontana, Sam Francis, Konrad Klapheck, Yves Klein, Willem de Kooning, Roy Lichtenstein, Kenneth Noland, Claes Oldenburg, A.R. Penck, Otto Piene, Sigmar Polke, Jackson Pollock, Robert Rauschenberg, Mark Rothko, Frank Stella, Günther Uecker, Victor Vasarely, Andy Warhol, Tom Wesselmann, Wols u. a., die Gruppenausstellung Arte Povera-10 Italiener im Kasseler Kunstverein mit Alighiero Boetti, Jannis Kounellis, Mario Merz, Giulio Paolini, Giuseppe Penone und Michelangelo Pistoletto.  Zudem organisierte Georgsdorf Einzelausstellungen von Bruce McLean, Luciano Castelli, die Tripelausstellung von Stephan Balkenhol und Ludger Gerdes und die Einzelausstellungen von Eckhard Karnauke, Dieter Rudolph, Hartmut Böhm, Katharina Sieverding, Hans Poelzig, Felix Droese, Holger Bunk, Rob Scholte und Carl Döbel, Helmut Middendorf, Heiner Blum, Hans Hillmann und Ferdinand Büttgen  sowie die Doppelausstellung von Guillaume Bijl und Kazuo Katase.
1990 zeigte er Hilmar Liptow, Urs Lüthi, Alf Schuler und er stellte Ilya Kabakow erstmals in Deutschland aus. Joseph Delleg, Joe Jones, Wolfgang Hainke, Ika Hubs und Thomas Schütte wurden von Georgsdorf 1991 kuratiert. 1992 stellte er im Kasseler Ständehaus Peter Ackermann, Donald Judd und Gunter Demnig aus. 1993 organisierte er den Umzug des Kasseler Kunstvereins ins Museum Fridericianum.
Er ist Vorsitzender des Kuratoriums des Kasseler Arnold-Bode-Preises.
Heiner Georgsdorf lebt in Frankfurt am Main.

## Zitat
Über den für Georgsdorf wichtigen Besuch der documenta 1 schreibt er, dass er überwältigt war von der:

„" [...] befremdenden wie faszinierenden Wirkung moderner Kunst.“

## Veröffentlichungen
- Kasseler Kunstverein (Hg.): Aquarelle, Kassel, 1984.
- Manfred Marx, Heiner Georgsdorf: 150 Jahre Kasseler Kunstverein – Eine Chronik. Kasseler Kunstverein, Kassel, 1985.
- Kasseler Kunstverein (Hg.): Arnold Bode, Kassel, 1986.
- Kasseler Kunstverein (Hg.): Felix und Irmel Droese, der Fall techne, Gemeinschaftsarbeit 1980 - 1987, Kassel, 1987.
- Kasseler Kunstverein (Hg.): Carl Döbel – Traumschiffe, Kassel, 1988.
- Kasseler Kunstverein (Hg.): Vincent zuliebe, van Gogh zu Ehren, Kassel, 1990.
- Kasseler Kunstverein (Hg.): 'Teo Otto'. Kassel, 1994.
- Kasseler Kunstverein (Hg.): Barbara Hamann, Urs Lüthi, Norbert Radermacher, Rob Scholte, Alf Schuler, Dorothee von Windheim, Kassel, 1996.
- Kunsthochschule Kassel (Hg.): x-mal documenta X, Kassel, 1998.
- Heiner Georgsdorf: Joseph Delleg. Jenior, Kassel, 1999.
- Heiner Georgsdorf: Adolf Buchleiter–Die gezeichnete Stadt. Rothkegel, Kaufungen, 1999.
- Heiner Georgsdorf: Urs Lüthi, art for a better life, 2001.
- Heiner Georgsdorf: Penny Yassour – UnseenScene. Isensee, Oldenburg, 2003.
- Magistrat der Stadt Kassel (Hg.): Kunst im öffentlichen Raum. Kassel 1992-2005. Jonas Verlag Marburg Kassel. 2007.
- Heiner Georgsdorf: Arnold Bode – Schriften und Gespräche. B & S Siebenhaar, Berlin, 2007.
- Heiner Georgsdorf (Hg.): Arnold Bode. Bostelmann & Siebenhaar, Berlin 2008.
- Heiner Georgsdorf: E. R. Nele, yesterday & tomorrow. Kerber Verlag, Bielefeld, 2012.